# Peter Kennedy (Eiskunstläufer)
Michael Edward "Peter" Kennedy III (* 4. September 1927 in Olympia, Washington) ist ein ehemaliger US-amerikanischer Eiskunstläufer, der im Paarlauf startete.
Zusammen mit seiner Schwester Karol wurde er von 1948 bis 1952 fünfmal in Folge US-Meister im Paarlauf. Peter und Karol Kennedy, bekannt als „The Kennedy Kids“, nahmen von 1947 bis 1952 an Weltmeisterschaften teil. In den Jahren 1947, 1949, 1951 und 1952 wurden sie Vizeweltmeister und 1950 in London Weltmeister. Dies war der erste WM-Titel im Paarlauf für die USA.
Die Kennedys bestritten zwei Olympische Spiele. 1948 in St. Moritz belegten sie trotz einer Rückenverletzung Karols den sechsten Platz und 1952 in Oslo gewannen sie die Silbermedaille hinter Ria und Paul Falk.
Nachdem die Kennedys 1952 den Deutschen bei der Weltmeisterschaft wie schon bei den Olympischen Spielen unterlegen waren, griff der frustrierte Peter Kennedy einen Pressefotografen an und wurde danach von der ISU wie auch seinem nationalen Verband suspendiert. Dies beendete die Karriere der Kennedys.
Nach seiner Eiskunstlaufkarriere versuchte sich Peter Kennedy im Skisport. Später wurde er Berater und Vertreter von Skifirmen.

## Ergebnisse

### Paarlauf
(mit Karol Kennedy)
| Wettbewerb / Jahr                | 1946 | 1947 | 1948 | 1949 | 1950 | 1951 | 1952 |
| -------------------------------- | ---- | ---- | ---- | ---- | ---- | ---- | ---- |
| Olympische Winterspiele          |      |      | 6.   |      |      |      | 2.   |
| Weltmeisterschaften              |      | 2.   | 4.   | 2.   | 1.   | 2.   | 2.   |
| US-amerikanische Meisterschaften | 2.   | 2.   | 1.   | 1.   | 1.   | 1.   | 1.   |